# Escalfat

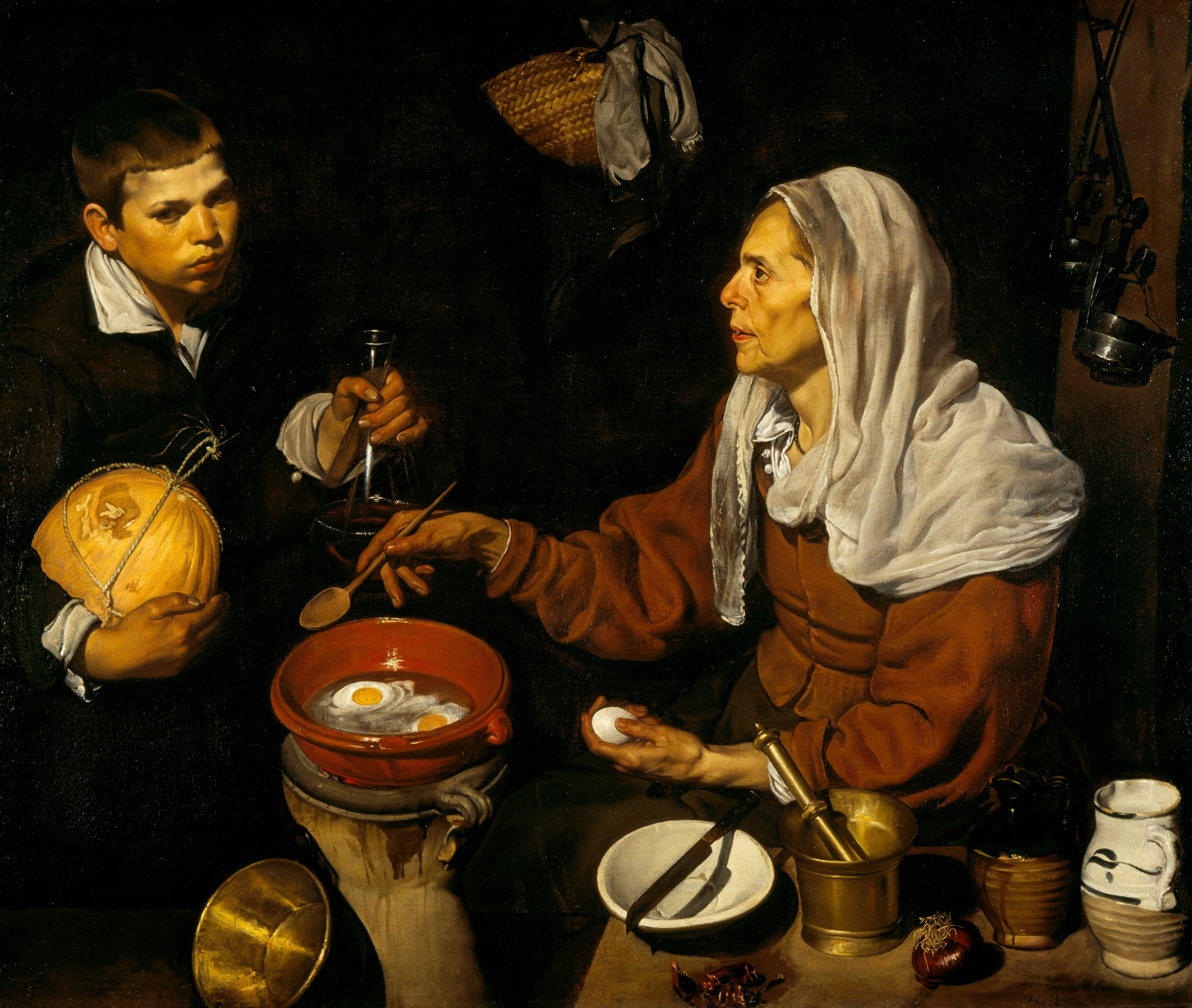
Diego Velázquez: Dona vella que escalfa ous, prop de 1618

L'escalfada o escalfament (o calfada i calfament) és el procés de coure a foc lent aliments en un líquid que no siga oli o aigua, generalment, llet, brou o vi. L'escalfament és especialment adequat per aliments delicats, tals com ous, ocells, peix i fruita, que fàcilment es desfan o es ressequen. Per aquesta raó, és important de tenir posat un foc lleu i mantenir el temps d'escalfament al mínim, procés que també conservarà la sabor dels aliments.
Els ous escalfats són generalment cuits en aigua i vinagre, peix en vi blanc, carn d'ocells o aviram en un fons i fruita en vi negre. Normalment, un ou és escalfat just fins al punt que el blanc no és pas més líquid i el rovell comença a endurir-se en les vores.
L'escalfament líquid és dit brou curt i un clàssic brou curt consisteix en un element àcid (vi, suc de llimona), i d'altres aromàtics (manat d'herbes i bresa de verdures). El líquid ideal seria al voltant de 160–185 °F (71–85 °C), però quan s'escalfa pollastre, és vital que el pollastre assolisca una temperatura interna d'almenys 165 °F (74 °C) en el nucli, per tal de ser ingerit de manera segura.